# RTFM
RTFM es un acrónimo del inglés que significa Read The Fucking Manual, ("Lee el puto manual", "Lee el jodido manual" o "Lee el maldito manual" ). Ésta suele ser la respuesta que recibe cualquier pregunta que hubiera sido fácilmente respondida leyendo el manual correspondiente. También puede indicar (no obligatoriamente) que quien responde se siente ofendido y considera una falta de respeto que la persona que pregunta no se tome el trabajo de leer y buscar por su cuenta, caso en el cual, encontraría fácilmente la solución a su interrogante.

## Variables
RTFM en los servicios técnicos de computadores también se refiere comúnmente a Reboot The Fucking Machine o ("Reinicia la máquina"), una medida que es ampliamente reconocida como la solución para los frecuentes congelamientos de sistema en las computadoras.
Otra interpretación posible para RTFM sería  Read the Fine Manual ("Lee el buen manual"), ya que la palabra fucking o jodido puede resultar ofensiva. Con fine se obtiene un efecto irónico o ácido, en lugar del frontal uso de palabras fuertes. Es posible, también, encontrar esta expresión simplemente como RTM (Read the Manual o "Lee el manual").
Otras expresiones relacionadas son STFW, siglas que corresponden a Search The Fucking (o Fine) Web. Esta suele ser la respuesta que recibe cualquier pregunta acerca de cómo conseguir algún programa, archivo u otro tipo de información que hubiera sido fácilmente encontrado mediante una búsqueda en Internet usando algún motor de búsqueda como Google, Bing o Yahoo!Cuenta con una variante la cual es FTFG (Find in The Fucking Google "Búscalo en el maldito/puto/jodido Google" ) como respuesta a gente que por comodidad pregunta en un foro, siendo que, buscándolo en Google tardarían mucho menos. También existe otra versión burlona, de siglas LMGTFY que corresponde a "Let Me Google That For You" (Déjame buscarlo en Google para ti) que redirige a una página web con una animación de una búsqueda en Google (y en último lugar termina redirigiendo a una búsqueda de Google) utilizando el texto de la consulta realizada.
Para que la persona no se sienta ofendida, se puede utilizar GIYF (Google Is Your Friend o Google es tu amigo). De esta manera, la persona que ha hecho la pregunta no se siente ridiculizada ni ofendida. Una expresión análoga es PAG (Pregúntale a Google).